# Punti e linee

Partita a "punti e linee" in una griglia 2×2

Punti e linee (in inglese conosciuto con vari nomi: Dots and Boxes, Boxes, Squares, Dots and Dashes o Dots) è un gioco di carta e matita astratto a informazione completa per due o più giocatori.
Partendo da una griglia vuota i giocatori possono, a turno, inserire una linea orizzontale o verticale tra due punti non ancora collegati. Quando uno dei due giocatori traccia il quarto lato del quadrato ottiene un punto e, per segnarlo, inserisce l'iniziale del suo nome (o un altro segno distintivo) all'interno del riquadro. La partita termina quando non è più possibile disegnare le linee all'interno dello schema e vince il giocatore che ha ottenuto più punti.

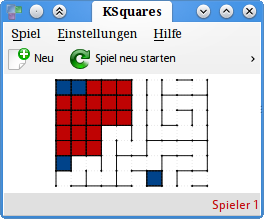
KSquares, versione del gioco presente in kdegames

Esistono due varianti di gioco: una prevede che, una volta "chiuso" un quadrato, il turno rimane al giocatore che ha guadagnato il punto, che può così continuare a completare altri riquadri se gli è possibile, finché non traccerà una linea che non gli consentirà di ottenere un altro quadrato. L'altra mantiene l'alternanza dei turni tra i giocatori, indipendentemente dai punti ottenuti durante la partita.